# Castellona
La Castellona és una muntanya de 931 metres que es troba al municipi de Vilanova de Prades, a la comarca de la Conca de Barberà.